# Civica Scuola di Cinema Luchino Visconti
La Civica Scuola di Cinema Luchino Visconti è una scuola di cinema italiana, con sede a Milano. È membro attivo del CILECT, l'Associazione mondiale delle Scuole e Università di Cinema e Televisione.
È gestita dalla Fondazione Milano, un ente privato che si occupa di formazione teatrale, televisiva, cinematografica e musicale.

## Storia
La scuola è nata nel 1952, come scuola privata serale ad opera dell'ingegner Spezzo. La sede all'epoca era nell'edificio dell'allora Unione Professori in via Torino. Venne poi rilevata dal Comune di Milano nella fine degli anni '60 e trasferita nella sede di via Campo Lodigiano, dove rimase fino al 1980, anno in cui venne spostata nell'edificio del CTC (Centro Telecinematografico Culturale) in viale Legioni Romane, di cui il Comune aveva preso in affitto alcuni piani. Il successivo trasferimento in via Ariberto 14 avvenne nel corso di due anni: durante l'estate del 1995 e del 1996. La scuola è stata poi spostata in via Pietro Colletta 51 per poi stabilirsi nel 2014 presso l'ex Manifattura Tabacchi, in viale Fulvio Testi 121.
Nell'anno scolastico 1978/1979, quando il Comune decise di aprire la sezione diurna, a impronta prevalentemente televisiva con un progetto realizzato in collaborazione con la Rai, Maggi fu affiancato da Massimo Maisetti. Fino ad allora infatti i corsi erano stati esclusivamente serali, e venivano utilizzati i sabati e le domeniche per le riprese in esterno. Era già presente anche la sezione di cinema d'animazione serale basata sul disegno. La scuola poi ha attraversato varie vicissitudini e sdoppiamenti (diurno e serale) e riunificazioni fino al 2000, anno in cui entra a far parte della Fondazione Milano - Scuole Civiche, di cui costituisce il dipartimento di cinema. Il 17 marzo 2016 la scuola è stata intitolata a Luchino Visconti.

## Direttori
- Filippo Maggi
- Daniele Maggioni (2000-2009)
- Maurizio Nichetti (2009-2012)
- Laura Zagordi (2012-2019)
- Erminia Ferrara (dal 2019)